# Álex Calvo
 (août 2025).
Pour les articles homonymes, voir Calvo.
Alejandro "Álex" Calvo, né le 20 février 2004 à Cordoue en Espagne, est un footballeur espagnol qui évolue au poste d'ailier droit au CD Mirandés.

## Biographie

### En club
Né à Cordoue en Espagne, Álex Calvo est formé par le Málaga CF, qu'il rejoint à l'âge de 13 ans en 2016.
Calvo joue son premier match en professionnel le 11 mars 2023, lors d'une rencontre de championnat face à l'UD Las Palmas. Il se fait remarquer en marquant trois minutes après son entrée en jeu, se défaisant de deux joueurs pour venir inscrire le but égalisateur de son équipe (2-2 score final),.
Le 4 août 2023, Álex Calvo rejoint le FC Andorra. Il signe un contrat de cinq ans, soit jusqu'en juin 2028. Le transfert est estimé à un million d'euros plus des bonus en fonction des objectifs, et Málaga dispose de 20 % sur un éventuel futur transfert.
Il joue son premier match sous ses nouvelles couleurs le 13 août 2023, à l'occasion de la première journée de la saison 2023-2024 de deuxième division espagnole face au CD Leganés. Il est titularisé ce jour-là, et son équipe s'impose par un but à zéro.
Après la relégation du FC Andorra, Álex Calvo un an après son arrivée en signant le 22 août 2024 au CD Mirandés sous la forme d'un prêt d'une saison.

### En sélection
Álex Calvo représente l'équipe d'Espagne des moins de 19 ans, jouant au total quatre matchs en 2023 et marquant un but.